# ラトゥジョール州
ラトゥジョール州(ラトゥジョールしゅう、英語：Latjoor State)は、南スーダン北東部の上ナイル地方東部にかつて存在した州。2015年に成立。2017年に北部がマイゥート州として分離、2020年に廃止された。
2014年の人口は53万4440人。
州都はナシル。

## 隣接州
- 北：東部ナイル州
- 東：オロミア州
- 南：ガンベラ州
- 西：東部ビエー州

## 行政区画
2017年以前のラトゥジョール州は、以下の9郡から成る。2017年に一部の郡が離脱した。
- ウラング郡
- カジャーク郡
- シオル郡
- ジョコウ郡
- ソロウ郡
- ナシル郡
- マロウ郡
- ロンゲチュク郡
- マイゥート郡